# Vadim Doscalov
Vadim Doscalov (* 26. April 1999) ist ein moldauischer Leichtathlet, der im Weit- und Dreisprung an den Start geht.

## Sportliche Laufbahn
Erste internationale Erfahrungen sammelte Vadim Doscalov im Jahr 2017, als er bei den Balkan-Hallenmeisterschaften in Belgrad mit einer Weite von 14,21 m den zehnten Platz im Dreisprung belegte. Bei den Freiluftmeisterschaften in Novi Pazar erreichte er dann mit 14,93 m Rang sieben. Im Jahr darauf wurde er bei den Balkan-Meisterschaften in Stara Sagora mit 14,01 m Elfter im Dreisprung und erreichte im Weitsprung mit 6,65 m Rang 16. Bei den Balkan-Hallenmeisterschaften 2019 in Istanbul klassierte er sich mit 15,18 m auf dem neunten Platz im Dreisprung und bei den Freiluftmeisterschaften in Prawez belegte er mit 15,28 m bzw. 6,97 m die Plätze sieben und zehn im Drei- und Weitsprung. 2020 wurde er bei den Balkan-Hallenmeisterschaften in Istanbul mit 15,10 m Zehnter im Dreisprung und bei den Freiluftmeisterschaften in Cluj-Napoca belegte er mit 15,68 m den fünften Platz im Dreisprung und erreichte im Weitsprung mit 6,97 m Rang elf. 2021 gelangte er bei den Balkan-Hallenmeisterschaften in Istanbul mit 15,41 m auf den achten Platz und schied im Juli bei den U23-Europameisterschaften in Tallinn mit 15,44 m in der Qualifikationsrunde aus. Im Jahr darauf wurde er bei den Balkan-Meisterschaften in Craiova mit 7,14 m 15. im Weitsprung und 2023 wurde er bei der 2. Liga der Team-Europameisterschaft im Rahmen der Europaspiele in Chorzów mit 6,79 m 15. im Weitsprung und gelangte im Dreisprung mit 15,56 m auf Rang vier. Anschließend belegte er bei den Balkan-Meisterschaften in Kraljevo mit 15,38 m den neunten Platz im Dreisprung. 2025 wurde er bei der 3. Liga der Team-Europameisterschaft in Maribor mit 15,41 m Vierter im Dreisprung und gelangte im Weitsprung mit 7,10 m auf Rang fünf. Anschließend belegte er bei den Balkan-Meisterschaften in Volos mit 15,46 m den achten Platz im Dreisprung.
In den Jahren von 2017 bis 2023 und 2025 wurde Doscalov moldauischer Meister im Dreisprung im Freien sowie von 2019 bis 2025 auch im Weitsprung. In der Halle siegte er von 2018 bis 2022 im Dreisprung sowie 2019 und 2020 im Weitsprung.

## Persönliche Bestleistungen
- Weitsprung: 7,39 m (+0,6 m/s), 28. Mai 2022 in Chișinău
- Dreisprung: 15,73 m (−1,1 m/s), 3. Juni 2023 in Bukarest